# Botnărești
Botnărești – miejscowość w Mołdawii, w rejonie Anenii Noi. Liczy 1003 mieszkańców.